# ポリグルタミル化
ポリグルタミル化（ポリグルタミルか、Polyglutamylation）は、タンパク質のグルタミン酸残基への可逆的翻訳後修飾で、例えばα-、β-チューブリン、NAP1 (Nucleosome Assembly Proteins-1)、NAP2 (Nucleosome Assembly Proteins-2) で見られる。グルタミン酸のγカルボキシ基が別のグルタミン酸のフリーなアミノ基とポリグルタミラーゼによってペプチド結合し、それ以降、αカルボキシ基からポリグルタミン酸鎖が延長されていく。グルタミル化はグルタミラーゼ、除去は脱グルタミラーゼと呼ばれる酵素によって行われる。
ポリグルタミル化の鎖の最大の長さは6で、チューブリンのC末端の近くのグルタミン残基に起こる。微小管と微小管結合タンパク質 (Tau)
やモーター蛋白質KIF1A
との結合を制御する要因になっている。